# На Хє Сок
На Хє Сок (кор. 나혜석, Na Hye-sok; 18 квітня 1896 — 10 грудня 1948) — корейська художниця-граверка, скульпторка, поетеса, письменниця, журналістка, політична діячка і феміністка.